# Zespół eksfoliacji
Zespół eksfoliacji (ang. exfoliation syndrome, XFS) – choroba związana z wiekiem, w której dochodzi do powstawania i gromadzenia się w różnych tkankach narządu wzroku patologicznego, włókienkowego materiału. Objawy oczne zespołu dotyczą zarówno przedniego segmentu oka jak i spojówek i struktur oczodołu. Uważa się, że XFS jest najczęstszą z uchwytnych przyczyn jaskry. Wykazano związek XFS z zaćmą. Sugerowano, że XFS jest schorzeniem układowym, związanym z większą zachorowalnością na TIA, udary mózgu, nadciśnienie układowe i chorobę niedokrwienną serca.